# Костанбалы
Костанбалы (каз. Қостанбалы) — является подразделением казахского рода Ногай-казах.
(Род Ногай-казахи состоят из четырех подразделений: уйсын, кояс, казанкулак и костанбалы).

## История
Подразделение Костанбалы (Қостанбалы) рода Ногай-казах относит себя к кыпчакскому (кыпшак) происхождению и занимает одно из ведущих мест в родоплеменной структуре рода Ногай-казах.
Кипчаки (кыпчаки) жили на огромной территории от озера Зайсан на Алтае до берегов Дуная (XI—XII вв.), в поздний период (после XV в.) жили в основном на территории современного Центрального Казахстана, на южных берегах Сырдарьи в её среднем и нижнем течении, на берегах Тобола и принимали активное участие в этногенезе казахов и ряда других тюркских народов (киргизов, татар, башкир и др.). По данным царской переписи, они селились в Кустанайском, Перовском, Павлодарском и Омском уездах.

## Родовой состав
Подроды:
- Терме
- Бұрқан

## Уран и тамга
Уран (родовой (боевой) клич) Ногай-казахов — «Оразакай».
Тамга (родовой символ) подразделения Костанбалы (Қостаңбалы) рода Ногай-казах: II Екы таяк

## Расселение
Подразделение Костанбалы (Қостанбалы) рода Ногай-казах, преимущественно проживают на территории Бокейординского (Хан Ордасы), Жанибековского района Западно-Казахстанской области, Атырауской области Республики Казахстан, а также Астраханской, Волгоградской и Саратовской области Российской Федерации.

## Известные представители
- Габдолгазиз Мусагалиев — казахский общественный и религиозный деятель, юрист, просветитель, журналист, историк, педагог. Член движения Алаш Орда. Первый казах получивший высшее религиозное образование в Университете аль-Азхар в Египте. Подрод Костанбалы.
- Абдрахманов, Толеш — Герой Социалистического Труда (1948). Подрод Костанбалы.
- Жакия Асанов — казахский композитор, куйшы. Подрод Костанбалы.
- Макар Жапаров — казахский композитор, куйшы. Подрод Костанбалы.